# Lijiawan
Lijiawan is een plaats in de prefectuur Zunyi in de zuidelijke provincie Guizhou, Volksrepubliek China. Lijiawan is 3645 ft boven van de zeespiegel. Lijiawan heeft ongeveer 34340 inwoners. De 
Gevangenis van Zunyi is verbonden aan de steenkoolmijn van Zunyi en ligt in Lijiawan. 